# Mount Douglas, Enderby Land
Mount Douglas är ett berg i Antarktis. Det ligger i Östantarktis. Australien gör anspråk på området. Toppen på Mount Douglas är 1 540 meter över havet.
Terrängen runt Mount Douglas är huvudsakligen lite kuperad. Trakten är obefolkad. Det finns inga samhällen i närheten. 